# Ярабайкаси
Ярабайка́си (чув. Ярапайкасси, рос. Ярабайкасы) — присілок у Чувашії Російської Федерації, центр Ярабайкасинського сільського поселення Моргауського району.
Населення — 307 осіб (2010; 324 в 2002, 259 в 1979; 294 в 1939, 277 в 1926, 268 в 1906, 255 в 1858). Національний склад — чуваші, росіяни.

## Історія
Історичні назви — Єрабойкін. Арабайкаси. Утворився як виселок села Успенське (Акрамово). До 1866 року селяни мали статус державних, займались землеробством, тваринництвом. 1897 року відкрито земське училище. 1929 року утворено колгосп «Çутталла». До 1920 року присілок перебував у складі Акрамовської волості Козьмодемьянського, а до 1927 року — Чебоксарського повіту. 1927 року присілок переданий до складу Татаркасинського району, 1935 року — до складу Ішлейського, 1944 року — до складу Моргауського, 1959 року — до складу Сундирського, 1962 року — до складу Чебоксарського, 1964 року — повернутий до складу Моргауського району.

## Господарство
У присілку діють школа, дитячий садок, кабінет лікаря загальної практики, клуб, бібліотека, пошта та відділення банку, стадіон, 3 магазини.